# El Valle (Granada)
El Valle é um município da Espanha na província de Granada, comunidade autónoma da Andaluzia. Tem 25,9 km² e em 2021 tinha 917 habitantes (densidade: 35,4 hab./km²).

## Demografia
| Variação demográfica do município entre 1991 e 2004 [carece de fontes?] | Variação demográfica do município entre 1991 e 2004 [carece de fontes?] | Variação demográfica do município entre 1991 e 2004 [carece de fontes?] | Variação demográfica do município entre 1991 e 2004 [carece de fontes?] |
| ----------------------------------------------------------------------- | ----------------------------------------------------------------------- | ----------------------------------------------------------------------- | ----------------------------------------------------------------------- |
| 1991                                                                    | 1996                                                                    | 2001                                                                    | 2004                                                                    |
| 1533                                                                    | 1431                                                                    | 1279                                                                    | 1151                                                                    |